# Przyrodni bracia
Przyrodni bracia – amerykański film obyczajowy z 1970 roku na podstawie sztuki Tennessee Williamsa.

## Występują
- James Coburn – Jeb
- Perry Hayes – George
- Robert Hooks – Chicken
- Reggie King – Rube
- Lynn Redgrave – Myrtle